# The Bootleg Series Vol. 4: Bob Dylan Live 1966, The "Royal Albert Hall" Concert
Albums de Bob Dylan
Time Out of Mind
(1997) The Essential Bob Dylan
(2000)
The Bootleg Series Vol. 4: Bob Dylan Live 1966, The "Royal Albert Hall" Concert est un double album live de Bob Dylan sorti en 1998.
Il s'agit d'un concert donné au Free Trade Hall de Manchester le 17 mai 1966, dans le cadre de sa tournée 1965-1966 en Australie et en Europe avec le groupe « The Hawks » (qui deviendra The Band). Comme tous les concerts de cette tournée, il se divise en deux segments : le premier purement folk, où Dylan joue seul de sa guitare, et le second « électrique » avec the Hawks. Un incident survenu lors de ce concert est resté célèbre : vers la fin du concert, un spectateur s'écrie « Judas ! », en allusion au passage à l'électricité de Dylan, considéré comme une trahison par son public folk. Bob Dylan lui répond « I don't believe you... you're a liar » (« Je te crois pas... t'es un menteur »), avant de lancer à son groupe « play it fuckin' loud! » (« jouez ça à fond, putain ! ») et d'entamer Like a Rolling Stone.
La partie électrique de ce concert avait d'abord fait l'objet d'un disque pirate appelé Royal Albert Hall ou The Royal Albert Hall Concert 1966, indiquant à tort qu'il avait eu lieu au Royal Albert Hall de Londres, où se termina la tournée de Dylan. Le titre de l'album « officiel » fait référence à cette erreur, en indiquant « Royal Albert Hall » entre guillemets.
Le livret du double CD contient nombre d'informations inédites concernant les conditions d'enregistrement du concert et de son transfert sur disque.
La chanson acoustique It's All Over Now, Baby Blue avait déjà été publiée dans le coffret Biograph, sorti en 1985.

## Titres
Toutes les chansons sont écrites et composées par Bob Dylan, sauf indication contraire.
| Disque 1 (acoustique) | Disque 1 (acoustique)        | Disque 1 (acoustique) | Disque 1 (acoustique) | Disque 1 (acoustique) | Disque 1 (acoustique) | Disque 1 (acoustique) | Disque 1 (acoustique) | Disque 1 (acoustique) | Disque 1 (acoustique) |
| No                    | Titre                        | Auteur                | Durée                 |                       |                       |                       |                       |                       |                       |
| --------------------- | ---------------------------- | --------------------- | --------------------- | --------------------- | --------------------- | --------------------- | --------------------- | --------------------- | --------------------- |
| 1.                    | She Belongs to Me            |                       | 3:27                  |                       |                       |                       |                       |                       |                       |
| 2.                    | 4th Time Around              |                       | 4:37                  |                       |                       |                       |                       |                       |                       |
| 3.                    | Visions of Johanna           |                       | 8:08                  |                       |                       |                       |                       |                       |                       |
| 4.                    | It's All Over Now, Baby Blue |                       | 5:45                  |                       |                       |                       |                       |                       |                       |
| 5.                    | Desolation Row               |                       | 11:31                 |                       |                       |                       |                       |                       |                       |
| 6.                    | Just Like a Woman            |                       | 5:52                  |                       |                       |                       |                       |                       |                       |
| 7.                    | Mr. Tambourine Man           |                       | 8:52                  |                       |                       |                       |                       |                       |                       |
| 48:12                 |                              |                       |                       |                       |                       |                       |                       |                       |                       |

| Disque 2 (électrique) | Disque 2 (électrique)                                 | Disque 2 (électrique)        | Disque 2 (électrique) | Disque 2 (électrique) | Disque 2 (électrique) | Disque 2 (électrique) | Disque 2 (électrique) | Disque 2 (électrique) | Disque 2 (électrique) |
| No                    | Titre                                                 | Auteur                       | Durée                 |                       |                       |                       |                       |                       |                       |
| --------------------- | ----------------------------------------------------- | ---------------------------- | --------------------- | --------------------- | --------------------- | --------------------- | --------------------- | --------------------- | --------------------- |
| 1.                    | Tell Me, Momma                                        |                              | 5:10                  |                       |                       |                       |                       |                       |                       |
| 2.                    | I Don't Believe You (She Acts Like We Never Have Met) |                              | 6:07                  |                       |                       |                       |                       |                       |                       |
| 3.                    | Baby, Let Me Follow You Down                          | Eric von Schmidt, arr. Dylan | 3:46                  |                       |                       |                       |                       |                       |                       |
| 4.                    | Just Like Tom Thumb's Blues                           |                              | 6:50                  |                       |                       |                       |                       |                       |                       |
| 5.                    | Leopard-Skin Pill-Box Hat                             |                              | 4:50                  |                       |                       |                       |                       |                       |                       |
| 6.                    | One Too Many Mornings                                 |                              | 4:22                  |                       |                       |                       |                       |                       |                       |
| 7.                    | Ballad of a Thin Man                                  |                              | 7:55                  |                       |                       |                       |                       |                       |                       |
| 8.                    | Like a Rolling Stone                                  |                              | 8:01                  |                       |                       |                       |                       |                       |                       |
| 47:01                 |                                                       |                              |                       |                       |                       |                       |                       |                       |                       |

## Musiciens
- Bob Dylan : chant, guitare, harmonica, piano, voix
- Robbie Robertson : guitare
- Rick Danko : chant, basse
- Richard Manuel : piano
- Garth Hudson : orgue
- Mickey Jones : batterie, percussions